# Niarchos
Niarchos là một chi nhện trong họ Oonopidae.